# Tour dos Alpes de 2019
A 43.ª edição do Tour dos Alpes foi uma carreira de ciclismo em estrada por etapas que se celebrou entre Áustria na região do Tirol e Itália na região de Trentino-Alto Adigio / Tirol do Sul entre 22 e 26 de abril de 2019 sobre um percurso de 711,7 quilómetros dividido em 5 etapas, com início na cidade de Kufstein (Áustria) e final na cidade de Bolzano (Itália).
A prova pertenceu ao UCI Europe Tour de 2019 dentro da categoria 2.hc (máxima categoria destes circuitos). O vencedor final foi o russo Pavel Sivakov da Sky seguido do britânico Tao Geoghegan Hart, também do Sky, e o italiano Vincenzo Nibali do Bahrain Merida.

## Equipas participantes
Tomaram parte na carreira 20 equipas: 5 de categoria UCI World Team convidados pela organização; 9 de categoria Profissional Continental; 5 de categoria Continental; e a selecção nacional de Itália. Formando assim um pelotão de 132 ciclistas dos que acabaram 82. As equipas participantes foram:
| Equipes WorldTeam (5)- AG2R La Mondiale - Astana - Bahrain-Merida - Bora-hansgrohe - Sky Equipes profissionais Continentais (9)- Androni Giocattoli-Sidermec - Bardiani CSF - Caja Rural-Seguros RGA - Euskadi Basque Country-Murias - Nippo Vini Fantini Faizanè - Gazprom-RusVelo - Manzana Postobón - Neri Sottoli-Selle Italia-KTM - Arkéa-Samsic Equipes Continentais (5)- Tirol KTM Cycling Team - Team Vorarlberg-Santic - Team Colpack - Giotti Victoria-Palomar - Felbermayr Simplon Wels Equipe nacional- Itália |
| |

## Percorrido
O Tour dos Alpes dispôs de cinco etapas para um percurso total de 711,7 quilómetros, com dez portos de montanha e um desnível de 13.630 metros, está dividido em três etapas em media montanha, e duas etapas de alta montanha.
| Etapa | Data    | Percurso                                | type            | Distância (km) | Vencedor           | Líder geral        |
| ----- | ------- | --------------------------------------- | --------------- | -------------- | ------------------ | ------------------ |
| 1     | 22 abr. | Kufstein – Kufstein                     | etapa escarpada | 144            | Tao Geoghegan Hart | Tao Geoghegan Hart |
| 2     | 23 abr. | Reith im Alpbachtal – Scena             | média montanha  | 178,7          | Pavel Sivakov      | Pavel Sivakov      |
| 3     | 24 abr. | Salorno – Baselga di Pinè               | etapa escarpada | 106,3          | Fausto Masnada     | Pavel Sivakov      |
| 4     | 25 abr. | Baselga di Pinè – Cles                  | alta montanha   | 134            | Tao Geoghegan Hart | Pavel Sivakov      |
| 5     | 26 abr. | Caldaro sulla Strada del Vino – Bolzano | alta montanha   | 148,7          | Fausto Masnada     | Pavel Sivakov      |

### 1.ª etapa
| \| Classificação por etapas \| Classificação por etapas \| Classificação por etapas \| Classificação por etapas \| Classificação por etapas \| \| Ciclista \| Ciclista \| Equipe \| Tempo \| \| \| ------------------------ \| ------------------------ \| ----------------------------- \| ------------------------ \| ------------------------ \| \| 1. \| Tao Geoghegan Hart \| Team Sky \| 3h30m48s \| \| \| 2. \| Alex Aranburu \| Caja Rural-Seguros RGA \| + 0s \| \| \| 3. \| Roland Thalmann \| Team Vorarlberg-Santic \| + 0s \| \| \| 4. \| Pello Bilbao \| Astana \| + 0s \| \| \| 5. \| Nikita Stalnow \| Astana \| + 0s \| \| \| 6. \| Chris Froome \| Team Sky \| + 0s \| \| \| 7. \| Aleksandr Vlasov \| Gazprom-RusVelo \| + 0s \| \| \| 8. \| Rafał Majka \| Bora-Hansgrohe \| + 0s \| \| \| 9. \| Giovanni Carboni \| Bardiani CSF \| + 0s \| \| \| 10. \| Dayer Quintana \| Neri Sottoli-Selle Italia-KTM \| + 0s \| \| |                    |                               |          |
| |                    |                               |          |
| Fonte: ProCyclingStats |                    |                               |          |
| Classificação por etapas |                    |                               |          |
| Ciclista | Ciclista           | Equipe                        | Tempo    |
| 1. | Tao Geoghegan Hart | Team Sky                      | 3h30m48s |
| 2. | Alex Aranburu      | Caja Rural-Seguros RGA        | + 0s     |
| 3. | Roland Thalmann    | Team Vorarlberg-Santic        | + 0s     |
| 4. | Pello Bilbao       | Astana                        | + 0s     |
| 5. | Nikita Stalnow     | Astana                        | + 0s     |
| 6. | Chris Froome       | Team Sky                      | + 0s     |
| 7. | Aleksandr Vlasov   | Gazprom-RusVelo               | + 0s     |
| 8. | Rafał Majka        | Bora-Hansgrohe                | + 0s     |
| 9. | Giovanni Carboni   | Bardiani CSF                  | + 0s     |
| 10. | Dayer Quintana     | Neri Sottoli-Selle Italia-KTM | + 0s     |

| \| Classificação geral \| Classificação geral \| Classificação geral \| Classificação geral \| Classificação geral \| \| Ciclista \| Ciclista \| Equipe \| Tempo \| \| \| ------------------- \| ------------------- \| ----------------------------- \| ------------------- \| ------------------- \| \| 1. \| Tao Geoghegan Hart \| Team Sky \| 3h30m38s \| \| \| 2. \| Alex Aranburu \| Caja Rural-Seguros RGA \| + 4s \| \| \| 3. \| Roland Thalmann \| Team Vorarlberg-Santic \| + 6s \| \| \| 4. \| Pello Bilbao \| Astana \| + 10s \| \| \| 5. \| Nikita Stalnow \| Astana \| + 10s \| \| \| 6. \| Chris Froome \| Team Sky \| + 10s \| \| \| 7. \| Aleksandr Vlasov \| Gazprom-RusVelo \| + 10s \| \| \| 8. \| Rafał Majka \| Bora-Hansgrohe \| + 10s \| \| \| 9. \| Giovanni Carboni \| Bardiani CSF \| + 10s \| \| \| 10. \| Dayer Quintana \| Neri Sottoli-Selle Italia-KTM \| + 10s \| \| |                    |                               |          |
| |                    |                               |          |
| Fonte: ProCyclingStats |                    |                               |          |
| Classificação geral |                    |                               |          |
| Ciclista | Ciclista           | Equipe                        | Tempo    |
| 1. | Tao Geoghegan Hart | Team Sky                      | 3h30m38s |
| 2. | Alex Aranburu      | Caja Rural-Seguros RGA        | + 4s     |
| 3. | Roland Thalmann    | Team Vorarlberg-Santic        | + 6s     |
| 4. | Pello Bilbao       | Astana                        | + 10s    |
| 5. | Nikita Stalnow     | Astana                        | + 10s    |
| 6. | Chris Froome       | Team Sky                      | + 10s    |
| 7. | Aleksandr Vlasov   | Gazprom-RusVelo               | + 10s    |
| 8. | Rafał Majka        | Bora-Hansgrohe                | + 10s    |
| 9. | Giovanni Carboni   | Bardiani CSF                  | + 10s    |
| 10. | Dayer Quintana     | Neri Sottoli-Selle Italia-KTM | + 10s    |

### 2.ª etapa
| \| Classificação por etapas \| Classificação por etapas \| Classificação por etapas \| Classificação por etapas \| Classificação por etapas \| \| Ciclista \| Ciclista \| Equipe \| Tempo \| \| \| ------------------------ \| ------------------------ \| --------------------------- \| ------------------------ \| ------------------------ \| \| 1. \| Pavel Sivakov \| Team Sky \| 4h58m17s \| \| \| 2. \| Jan Hirt \| Astana \| + 4s \| \| \| 3. \| Mattia Cattaneo \| Androni Giocattoli-Sidermec \| + 17s \| \| \| 4. \| Fausto Masnada \| Androni Giocattoli-Sidermec \| + 22s \| \| \| 5. \| Hermann Pernsteiner \| Bahrain-Merida \| + 29s \| \| \| 6. \| Rafał Majka \| Bora-Hansgrohe \| + 29s \| \| \| 7. \| Vincenzo Nibali \| Bahrain-Merida \| + 29s \| \| \| 8. \| Tao Geoghegan Hart \| Team Sky \| + 43s \| \| \| 9. \| Pello Bilbao \| Astana \| + 43s \| \| \| 10. \| Nikita Stalnow \| Astana \| + 52s \| \| |                     |                             |          |
| |                     |                             |          |
| Fonte: ProCyclingStats |                     |                             |          |
| Classificação por etapas |                     |                             |          |
| Ciclista | Ciclista            | Equipe                      | Tempo    |
| 1. | Pavel Sivakov       | Team Sky                    | 4h58m17s |
| 2. | Jan Hirt            | Astana                      | + 4s     |
| 3. | Mattia Cattaneo     | Androni Giocattoli-Sidermec | + 17s    |
| 4. | Fausto Masnada      | Androni Giocattoli-Sidermec | + 22s    |
| 5. | Hermann Pernsteiner | Bahrain-Merida              | + 29s    |
| 6. | Rafał Majka         | Bora-Hansgrohe              | + 29s    |
| 7. | Vincenzo Nibali     | Bahrain-Merida              | + 29s    |
| 8. | Tao Geoghegan Hart  | Team Sky                    | + 43s    |
| 9. | Pello Bilbao        | Astana                      | + 43s    |
| 10. | Nikita Stalnow      | Astana                      | + 52s    |

| \| Classificação geral \| Classificação geral \| Classificação geral \| Classificação geral \| Classificação geral \| \| Ciclista \| Ciclista \| Equipe \| Tempo \| \| \| ------------------- \| ------------------- \| --------------------------- \| ------------------- \| ------------------- \| \| 1. \| Pavel Sivakov \| Team Sky \| 8h28m55s \| \| \| 2. \| Jan Hirt \| Astana \| + 8s \| \| \| 3. \| Mattia Cattaneo \| Androni Giocattoli-Sidermec \| + 23s \| \| \| 4. \| Rafał Majka \| Bora-Hansgrohe \| + 39s \| \| \| 5. \| Hermann Pernsteiner \| Bahrain-Merida \| + 39s \| \| \| 6. \| Vincenzo Nibali \| Bahrain-Merida \| + 39s \| \| \| 7. \| Tao Geoghegan Hart \| Team Sky \| + 43s \| \| \| 8. \| Pello Bilbao \| Astana \| + 53s \| \| \| 9. \| Nikita Stalnow \| Astana \| + 1m02s \| \| \| 10. \| Roland Thalmann \| Team Vorarlberg-Santic \| + 1m08s \| \| |                     |                             |          |
| |                     |                             |          |
| Fonte: ProCyclingStats |                     |                             |          |
| Classificação geral |                     |                             |          |
| Ciclista | Ciclista            | Equipe                      | Tempo    |
| 1. | Pavel Sivakov       | Team Sky                    | 8h28m55s |
| 2. | Jan Hirt            | Astana                      | + 8s     |
| 3. | Mattia Cattaneo     | Androni Giocattoli-Sidermec | + 23s    |
| 4. | Rafał Majka         | Bora-Hansgrohe              | + 39s    |
| 5. | Hermann Pernsteiner | Bahrain-Merida              | + 39s    |
| 6. | Vincenzo Nibali     | Bahrain-Merida              | + 39s    |
| 7. | Tao Geoghegan Hart  | Team Sky                    | + 43s    |
| 8. | Pello Bilbao        | Astana                      | + 53s    |
| 9. | Nikita Stalnow      | Astana                      | + 1m02s  |
| 10. | Roland Thalmann     | Team Vorarlberg-Santic      | + 1m08s  |

### 3.ª etapa
| \| Classificação por etapas \| Classificação por etapas \| Classificação por etapas \| Classificação por etapas \| Classificação por etapas \| \| Ciclista \| Ciclista \| Equipe \| Tempo \| \| \| ------------------------ \| ------------------------ \| --------------------------- \| ------------------------ \| ------------------------ \| \| 1. \| Fausto Masnada \| Androni Giocattoli-Sidermec \| 2h58m08s \| \| \| 2. \| Tao Geoghegan Hart \| Team Sky \| + 5s \| \| \| 3. \| Rafał Majka \| Bora-Hansgrohe \| + 5s \| \| \| 4. \| Vincenzo Nibali \| Bahrain-Merida \| + 5s \| \| \| 5. \| Dario Cataldo \| Astana \| + 5s \| \| \| 6. \| Aleksandr Vlasov \| Gazprom-RusVelo \| + 5s \| \| \| 7. \| Pavel Sivakov \| Team Sky \| + 5s \| \| \| 8. \| Jan Hirt \| Astana \| + 5s \| \| \| 9. \| Roland Thalmann \| Team Vorarlberg-Santic \| + 5s \| \| \| 10. \| Mattia Cattaneo \| Androni Giocattoli-Sidermec \| + 5s \| \| |                    |                             |          |
| |                    |                             |          |
| Fonte: ProCyclingStats |                    |                             |          |
| Classificação por etapas |                    |                             |          |
| Ciclista | Ciclista           | Equipe                      | Tempo    |
| 1. | Fausto Masnada     | Androni Giocattoli-Sidermec | 2h58m08s |
| 2. | Tao Geoghegan Hart | Team Sky                    | + 5s     |
| 3. | Rafał Majka        | Bora-Hansgrohe              | + 5s     |
| 4. | Vincenzo Nibali    | Bahrain-Merida              | + 5s     |
| 5. | Dario Cataldo      | Astana                      | + 5s     |
| 6. | Aleksandr Vlasov   | Gazprom-RusVelo             | + 5s     |
| 7. | Pavel Sivakov      | Team Sky                    | + 5s     |
| 8. | Jan Hirt           | Astana                      | + 5s     |
| 9. | Roland Thalmann    | Team Vorarlberg-Santic      | + 5s     |
| 10. | Mattia Cattaneo    | Androni Giocattoli-Sidermec | + 5s     |

| \| Classificação geral \| Classificação geral \| Classificação geral \| Classificação geral \| Classificação geral \| \| Ciclista \| Ciclista \| Equipe \| Tempo \| \| \| ------------------- \| ------------------- \| --------------------------- \| ------------------- \| ------------------- \| \| 1. \| Pavel Sivakov \| Team Sky \| 11h27m08s \| \| \| 2. \| Jan Hirt \| Astana \| + 8s \| \| \| 3. \| Mattia Cattaneo \| Androni Giocattoli-Sidermec \| + 23s \| \| \| 4. \| Rafał Majka \| Bora-Hansgrohe \| + 35s \| \| \| 5. \| Tao Geoghegan Hart \| Team Sky \| + 37s \| \| \| 6. \| Vincenzo Nibali \| Bahrain-Merida \| + 39s \| \| \| 7. \| Hermann Pernsteiner \| Bahrain-Merida \| + 1m01s \| \| \| 8. \| Roland Thalmann \| Team Vorarlberg-Santic \| + 1m08s \| \| \| 9. \| Aleksandr Vlasov \| Gazprom-RusVelo \| + 1m24s \| \| \| 10. \| Fausto Masnada \| Androni Giocattoli-Sidermec \| + 1m35s \| \| |                     |                             |           |
| |                     |                             |           |
| Fonte: ProCyclingStats |                     |                             |           |
| Classificação geral |                     |                             |           |
| Ciclista | Ciclista            | Equipe                      | Tempo     |
| 1. | Pavel Sivakov       | Team Sky                    | 11h27m08s |
| 2. | Jan Hirt            | Astana                      | + 8s      |
| 3. | Mattia Cattaneo     | Androni Giocattoli-Sidermec | + 23s     |
| 4. | Rafał Majka         | Bora-Hansgrohe              | + 35s     |
| 5. | Tao Geoghegan Hart  | Team Sky                    | + 37s     |
| 6. | Vincenzo Nibali     | Bahrain-Merida              | + 39s     |
| 7. | Hermann Pernsteiner | Bahrain-Merida              | + 1m01s   |
| 8. | Roland Thalmann     | Team Vorarlberg-Santic      | + 1m08s   |
| 9. | Aleksandr Vlasov    | Gazprom-RusVelo             | + 1m24s   |
| 10. | Fausto Masnada      | Androni Giocattoli-Sidermec | + 1m35s   |

### 4.ª etapa
| \| Classificação por etapas \| Classificação por etapas \| Classificação por etapas \| Classificação por etapas \| Classificação por etapas \| \| Ciclista \| Ciclista \| Equipe \| Tempo \| \| \| ------------------------ \| ------------------------ \| ----------------------------- \| ------------------------ \| ------------------------ \| \| 1. \| Tao Geoghegan Hart \| Team Sky \| 3h26m32s \| \| \| 2. \| Vincenzo Nibali \| Bahrain-Merida \| + 0s \| \| \| 3. \| Rafał Majka \| Bora-Hansgrohe \| + 0s \| \| \| 4. \| Pavel Sivakov \| Team Sky \| + 0s \| \| \| 5. \| Chris Froome \| Team Sky \| + 40s \| \| \| 6. \| Mattia Cattaneo \| Androni Giocattoli-Sidermec \| + 40s \| \| \| 7. \| Aleksandr Vlasov \| Gazprom-RusVelo \| + 40s \| \| \| 8. \| Hubert Dupont \| AG2R La Mondiale \| + 40s \| \| \| 9. \| Mikel Bizkarra \| Euskadi Basque Country-Murias \| + 40s \| \| \| 10. \| Jan Hirt \| Astana \| + 40s \| \| |                    |                               |          |
| |                    |                               |          |
| Fonte: ProCyclingStats |                    |                               |          |
| Classificação por etapas |                    |                               |          |
| Ciclista | Ciclista           | Equipe                        | Tempo    |
| 1. | Tao Geoghegan Hart | Team Sky                      | 3h26m32s |
| 2. | Vincenzo Nibali    | Bahrain-Merida                | + 0s     |
| 3. | Rafał Majka        | Bora-Hansgrohe                | + 0s     |
| 4. | Pavel Sivakov      | Team Sky                      | + 0s     |
| 5. | Chris Froome       | Team Sky                      | + 40s    |
| 6. | Mattia Cattaneo    | Androni Giocattoli-Sidermec   | + 40s    |
| 7. | Aleksandr Vlasov   | Gazprom-RusVelo               | + 40s    |
| 8. | Hubert Dupont      | AG2R La Mondiale              | + 40s    |
| 9. | Mikel Bizkarra     | Euskadi Basque Country-Murias | + 40s    |
| 10. | Jan Hirt           | Astana                        | + 40s    |

| \| Classificação geral \| Classificação geral \| Classificação geral \| Classificação geral \| Classificação geral \| \| Ciclista \| Ciclista \| Equipe \| Tempo \| \| \| ------------------- \| ------------------- \| --------------------------- \| ------------------- \| ------------------- \| \| 1. \| Pavel Sivakov \| Team Sky \| 14h53m40s \| \| \| 2. \| Tao Geoghegan Hart \| Team Sky \| + 27s \| \| \| 3. \| Rafał Majka \| Bora-Hansgrohe \| + 31s \| \| \| 4. \| Vincenzo Nibali \| Bahrain-Merida \| + 33s \| \| \| 5. \| Jan Hirt \| Astana \| + 48s \| \| \| 6. \| Mattia Cattaneo \| Androni Giocattoli-Sidermec \| + 1m03s \| \| \| 7. \| Aleksandr Vlasov \| Gazprom-RusVelo \| + 2m04s \| \| \| 8. \| Giovanni Carboni \| Bardiani CSF \| + 2m30s \| \| \| 9. \| Chris Froome \| Team Sky \| + 2m34s \| \| \| 10. \| Pello Bilbao \| Astana \| + 2m39s \| \| |                    |                             |           |
| |                    |                             |           |
| Fonte: ProCyclingStats |                    |                             |           |
| Classificação geral |                    |                             |           |
| Ciclista | Ciclista           | Equipe                      | Tempo     |
| 1. | Pavel Sivakov      | Team Sky                    | 14h53m40s |
| 2. | Tao Geoghegan Hart | Team Sky                    | + 27s     |
| 3. | Rafał Majka        | Bora-Hansgrohe              | + 31s     |
| 4. | Vincenzo Nibali    | Bahrain-Merida              | + 33s     |
| 5. | Jan Hirt           | Astana                      | + 48s     |
| 6. | Mattia Cattaneo    | Androni Giocattoli-Sidermec | + 1m03s   |
| 7. | Aleksandr Vlasov   | Gazprom-RusVelo             | + 2m04s   |
| 8. | Giovanni Carboni   | Bardiani CSF                | + 2m30s   |
| 9. | Chris Froome       | Team Sky                    | + 2m34s   |
| 10. | Pello Bilbao       | Astana                      | + 2m39s   |

### 5.ª etapa
| \| Classificação por etapas \| Classificação por etapas \| Classificação por etapas \| Classificação por etapas \| Classificação por etapas \| \| Ciclista \| Ciclista \| Equipe \| Tempo \| \| \| ------------------------ \| ------------------------ \| ----------------------------- \| ------------------------ \| ------------------------ \| \| 1. \| Fausto Masnada \| Androni Giocattoli-Sidermec \| 4h02m06s \| \| \| 2. \| Carlos Quintero \| Manzana Postobón \| + 7s \| \| \| 3. \| Simone Velasco \| Neri Sottoli-Selle Italia-KTM \| + 1m31s \| \| \| 4. \| Dario Cataldo \| Astana \| + 1m31s \| \| \| 5. \| Roland Thalmann \| Team Vorarlberg-Santic \| + 1m33s \| \| \| 6. \| Alexis Vuillermoz \| AG2R La Mondiale \| + 2m14s \| \| \| 7. \| Vincenzo Nibali \| Bahrain-Merida \| + 2m14s \| \| \| 8. \| Mattia Cattaneo \| Androni Giocattoli-Sidermec \| + 2m14s \| \| \| 9. \| Tao Geoghegan Hart \| Team Sky \| + 2m14s \| \| \| 10. \| Pavel Sivakov \| Team Sky \| + 2m14s \| \| |                    |                               |          |
| |                    |                               |          |
| Fonte: ProCyclingStats |                    |                               |          |
| Classificação por etapas |                    |                               |          |
| Ciclista | Ciclista           | Equipe                        | Tempo    |
| 1. | Fausto Masnada     | Androni Giocattoli-Sidermec   | 4h02m06s |
| 2. | Carlos Quintero    | Manzana Postobón              | + 7s     |
| 3. | Simone Velasco     | Neri Sottoli-Selle Italia-KTM | + 1m31s  |
| 4. | Dario Cataldo      | Astana                        | + 1m31s  |
| 5. | Roland Thalmann    | Team Vorarlberg-Santic        | + 1m33s  |
| 6. | Alexis Vuillermoz  | AG2R La Mondiale              | + 2m14s  |
| 7. | Vincenzo Nibali    | Bahrain-Merida                | + 2m14s  |
| 8. | Mattia Cattaneo    | Androni Giocattoli-Sidermec   | + 2m14s  |
| 9. | Tao Geoghegan Hart | Team Sky                      | + 2m14s  |
| 10. | Pavel Sivakov      | Team Sky                      | + 2m14s  |

## Classificações finais
- As classificações finalizaram da seguinte forma:

### Classificação geral
| \| Classificação geral \| Classificação geral \| Classificação geral \| Classificação geral \| Classificação geral \| \| Ciclista \| Ciclista \| Equipe \| Tempo \| \| \| ------------------- \| ------------------- \| --------------------------- \| ------------------- \| ------------------- \| \| 1. \| Pavel Sivakov \| Team Sky \| 18h58m00s \| \| \| 2. \| Tao Geoghegan Hart \| Team Sky \| + 27s \| \| \| 3. \| Vincenzo Nibali \| Bahrain-Merida \| + 33s \| \| \| 4. \| Mattia Cattaneo \| Androni Giocattoli-Sidermec \| + 1m03s \| \| \| 5. \| Fausto Masnada \| Androni Giocattoli-Sidermec \| + 1m13s \| \| \| 6. \| Rafał Majka \| Bora-Hansgrohe \| + 1m46s \| \| \| 7. \| Jan Hirt \| Astana \| + 2m03s \| \| \| 8. \| Dario Cataldo \| Astana \| + 2m58s \| \| \| 9. \| Roland Thalmann \| Team Vorarlberg-Santic \| + 3m14s \| \| \| 10. \| Aleksandr Vlasov \| Gazprom-RusVelo \| + 4m27s \| \| |                    |                             |           |
| |                    |                             |           |
| Fonte: ProCyclingStats |                    |                             |           |
| Classificação geral |                    |                             |           |
| Ciclista | Ciclista           | Equipe                      | Tempo     |
| 1. | Pavel Sivakov      | Team Sky                    | 18h58m00s |
| 2. | Tao Geoghegan Hart | Team Sky                    | + 27s     |
| 3. | Vincenzo Nibali    | Bahrain-Merida              | + 33s     |
| 4. | Mattia Cattaneo    | Androni Giocattoli-Sidermec | + 1m03s   |
| 5. | Fausto Masnada     | Androni Giocattoli-Sidermec | + 1m13s   |
| 6. | Rafał Majka        | Bora-Hansgrohe              | + 1m46s   |
| 7. | Jan Hirt           | Astana                      | + 2m03s   |
| 8. | Dario Cataldo      | Astana                      | + 2m58s   |
| 9. | Roland Thalmann    | Team Vorarlberg-Santic      | + 3m14s   |
| 10. | Aleksandr Vlasov   | Gazprom-RusVelo             | + 4m27s   |

### Classificação da montanha
| Classificação da montanha | Classificação da montanha | Classificação da montanha     | Classificação da montanha | Classificação da montanha |
| Ciclista                  | Ciclista                  | Equipe                        | Pontos                    |                           |
| ------------------------- | ------------------------- | ----------------------------- | ------------------------- | ------------------------- |
| 1.                        | Sergio Samitier           | Euskadi Basque Country-Murias | 23 pts                    |                           |
| 2.                        | Carlos Quintero           | Manzana Postobón              | 21 pts                    |                           |
| 3.                        | Emil Dima                 | Giotti Victoria-Palomar       | 9 pts                     |                           |
| 4.                        | Simone Velasco            | Neri Sottoli-Selle Italia-KTM | 9 pts                     |                           |
| 5.                        | Rafał Majka               | Bora-Hansgrohe                | 8 pts                     |                           |
| 6.                        | Fausto Masnada            | Androni Giocattoli-Sidermec   | 8 pts                     |                           |
| 7.                        | Aldemar Reyes Ortega      | Manzana Postobón              | 6 pts                     |                           |
| 8.                        | Matthias Krizek           | Felbermayr Simplon Wels       | 6 pts                     |                           |
| 9.                        | Pavel Sivakov             | Team Sky                      | 4 pts                     |                           |
| 10.                       | Dario Cataldo             | Astana                        | 4 pts                     |                           |

### Classificação por pontos
| Classificação por pontos | Classificação por pontos | Classificação por pontos | Classificação por pontos | Classificação por pontos |
| Ciclista                 | Ciclista                 | Equipe                   | Pontos                   |                          |
| ------------------------ | ------------------------ | ------------------------ | ------------------------ | ------------------------ |

### Classificação da jovens
| Classificação dos jovens | Classificação dos jovens | Classificação dos jovens      | Classificação dos jovens | Classificação dos jovens |
| Ciclista                 | Ciclista                 | Equipe                        | Tempo                    |                          |
| ------------------------ | ------------------------ | ----------------------------- | ------------------------ | ------------------------ |
| 1.                       | Pavel Sivakov            | Team Sky                      | 18h58m00s                |                          |
| 2.                       | Aleksandr Vlasov         | Gazprom-RusVelo               | + 4m27s                  |                          |
| 3.                       | Miguel Flórez López      | Androni Giocattoli-Sidermec   | + 22m47s                 |                          |
| 4.                       | Luca Covili              | Bardiani CSF                  | + 23m15s                 |                          |
| 5.                       | Georg Zimmermann         | Tirol KTM Cycling Team        | + 35m53s                 |                          |
| 6.                       | Francesco Romano         | Bardiani CSF                  | + 37m17s                 |                          |
| 7.                       | Markus Wildauer          | Tirol KTM Cycling Team        | + 39m21s                 |                          |
| 8.                       | Jhojan García            | Manzana Postobón              | + 40m23s                 |                          |
| 9.                       | Benjamin Brkic           | Felbermayr Simplon Wels       | + 43m41s                 |                          |
| 10.                      | Fernando Barceló         | Euskadi Basque Country-Murias | + 44m05s                 |                          |

### Classificação por equipas
| Classificação por equipes | Classificação por equipes     | Classificação por equipes | Classificação por equipes |
| Equipe                    | Equipe                        | Tempo                     |                           |
| ------------------------- | ----------------------------- | ------------------------- | ------------------------- |
| 1.                        | Sky                           | 57h00m00s                 |                           |
| 2.                        | Astana                        | + 3m06s                   |                           |
| 3.                        | Androni Giocattoli-Sidermec   | + 19m27s                  |                           |
| 4.                        | Bahrain-Merida                | + 22m01s                  |                           |
| 5.                        | Neri Sottoli-Selle Italia-KTM | + 34m05s                  |                           |
| 6.                        | AG2R La Mondiale              | + 37m38s                  |                           |
| 7.                        | Gazprom-RusVelo               | + 40m30s                  |                           |
| 8.                        | Euskadi Basque Country-Murias | + 41m30s                  |                           |
| 9.                        | Team Vorarlberg-Santic        | + 52m06s                  |                           |
| 10.                       | Bardiani CSF                  | + 56m26s                  |                           |

## Evolução das classificações
| Etapa                 | Vencedor              | Classificação geral | Classificação da montanha | Classificação por pontos | Classificação dos jovens | Classificação por equipas |
| --------------------- | --------------------- | ------------------- | ------------------------- | ------------------------ | ------------------------ | ------------------------- |
| 1.ª                   | Tao Geoghegan Hart    | Tao Geoghegan Hart  | Emil Dima                 | Matthias Krizek          | Aleksandr Vlasov         | Astana                    |
| 2.ª                   | Pavel Sivakov         | Pavel Sivakov       | Sergio Samitier           | Maximilian Kuen          | Pavel Sivakov            | Astana                    |
| 3.ª                   | Fausto Masnada        | Pavel Sivakov       | Sergio Samitier           | Maximilian Kuen          | Pavel Sivakov            | Astana                    |
| 4.ª                   | Tao Geoghegan Hart    | Pavel Sivakov       | Sergio Samitier           | Matthias Krizek          | Pavel Sivakov            | Sky                       |
| 5.ª                   | Fausto Masnada        | Pavel Sivakov       | Sergio Samitier           | Matthias Krizek          | Pavel Sivakov            | Sky                       |
| Classificações finais | Classificações finais | Pavel Sivakov       | Sergio Samitier           | Matthias Krizek          | Pavel Sivakov            | Sky                       |

## UCI World Ranking
O Tour dos Alpes outorgou pontos para o UCI World Ranking para corredores das equipas nas categorias UCI World Team, Profissional Continental e Equipas Continentais. A seguinte tabela são o barómetro de pontuação e os 10 corredores que obtiveram mais pontos:
| Posição             | 1.º | 2.º | 3.º | 4.º | 5.º | 6.º | 7.º | 8.º | 9.º | 10.º | 11.º | 12.º | 13.º | 14.º | 15.º | 16.º-30.º | 31.º-40.º |
| Classificação geral | 200 | 150 | 125 | 100 | 85  | 70  | 60  | 50  | 40  | 35   | 30   | 25   | 20   | 15   | 10   | 5         | 3         |
| Por etapa           | 20  | 10  | 5   |     |     |     |     |     |     |      |      |      |      |      |      |           |           |
| Líder               | 5   |     |     |     |     |     |     |     |     |      |      |      |      |      |      |           |           |

| Classificação |                    |                             |       |       |       |       |
| Posição       | Ciclista           | Equipa                      | Geral | Etapa | Líder | Total |
| ------------- | ------------------ | --------------------------- | ----- | ----- | ----- | ----- |
| 1.º           | Pavel Sivakov      | Sky                         | 200   | 20    | 15    | 235   |
| 2.º           | Tao Geoghegan Hart | Sky                         | 150   | 50    | 5     | 205   |
| 3.º           | Vincenzo Nibali    | Bahrain Merida              | 125   | 10    | -     | 135   |
| 4.º           | Fausto Masnada     | Androni Giocattoli-Sidermec | 85    | 40    | -     | 125   |
| 5.º           | Mattia Cattaneo    | Androni Giocattoli-Sidermec | 100   | 5     | -     | 105   |
| 6.º           | Rafał Majka        | Bora-Hansgrohe              | 70    | 10    | -     | 80    |
| 7.º           | Jan Hirt           | Astana                      | 60    | 10    | -     | 70    |
| 8.º           | Dario Cataldo      | Astana                      | 50    | -     | -     | 50    |
| 9.º           | Roland Thalmann    | Vorarlberg-Santic           | 40    | 5     | -     | 45    |
| 10.º          | Aleksandr Vlasov   | Gazprom-RusVelo             | 35    | -     | -     | 35    |